# Europsko prvenstvo u vaterpolu – Torino 1954.
Vaterpolsko EP 1954. osmo je izdanje ovog natjecanja. Održano je u Torinu u Italiji od 31. kolovoza do 5. rujna.

## Konačni poredak
| Mj. | Država           |
| --- | ---------------- |
| 1.  | Mađarska         |
| 2.  | Jugoslavija      |
| 3.  | Italija          |
| 4.  | Nizozemska       |
| 5.  | SSSR             |
| 6.  | Njemačka         |
| 7.  | Španjolska       |
| 8.  | Velika Britanija |
| 9.  | Francuska        |
| 10. | Rumunjska        |
| 11. | Belgija          |
| 12. | Austrija         |

| Pobjednici            |
| --------------------- |
| Mađarska Šesti naslov |